# Amfreville-Saint-Amand
Amfreville-Saint-Amand ist eine französische Gemeinde mit 1.200 Einwohnern (Stand: 1. Januar 2022) im Département Eure in der Region Normandie. Sie gehört zum Arrondissement Bernay sowie zum Kanton Grand Bourgtheroulde und ist Mitglied im Gemeindeverband Roumois Seine. 

## Geografie
Amfreville-Saint-Amand liegt etwa 30 Kilometer südsüdwestlich von Rouen. Im Norden des Gemeindegebietes entspringt das Flüsschen Oison, das zur Seine entwässert. Umgeben wird Amfreville-Saint-Amand von den Nachbargemeinden Le Thuit de l’Oison im Norden, Saint-Ouen-de-Pontcheuil im Nordosten, Fouqueville im Osten, Hectomare im Südosten, Le Troncq im Süden, La Pyle im Südwesten, Tourville-la-Campagne im Westen sowie Saint-Pierre-du-Bosguérard im Nordwesten.

## Geschichte
Zum 1. Januar 2016 wurden die bis dahin eigenständigen Kommunen Amfreville-la-Campagne und Saint-Amand-des-Hautes-Terres zur neuen Gemeinde (commune nouvelle) Amfreville-Saint-Amand zusammengeschlossen. Der Sitz dieser neu geschaffenen Gebietskörperschaft befindet sich im Ortsteil Amfreville-la-Campagne. 
Zur Ortsgeschichte vgl. die einzelnen Ortschaften.

## Gliederung
| Ortsteil                                 | ehemaliger INSEE-Code | Fläche (km²) | Einwohnerzahl (2022) |
| ---------------------------------------- | --------------------- | ------------ | -------------------- |
| Amfreville-la-Campagne (Verwaltungssitz) | 27011                 | 6,64         | 0872                 |
| Saint-Amand-des-Hautes-Terres            | 27506                 | 2,98         | 0328                 |

## Sehenswürdigkeiten
- Kirche Notre-Dame
- Schloss Amfreville aus dem Jahre 1743

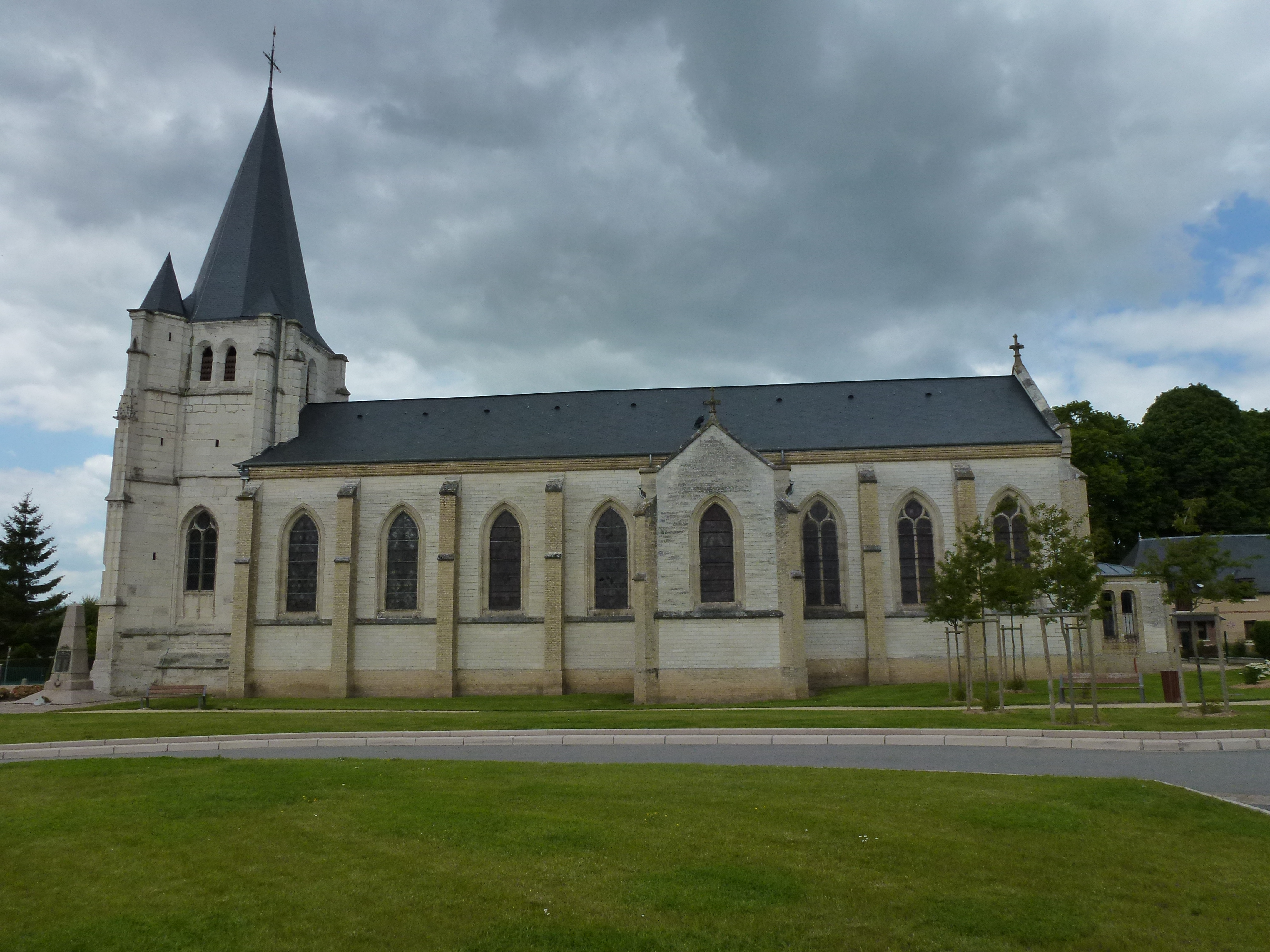
Kirche Notre-Dame